# Duca di Gordon
Il titolo Duca di Gordon venne creato, una volta fra i Pari di Scozia e nuovamente fra i Paria del Regno Unito.

## Storia
Il Ducato, che prende il nome dal Clan Gordon, venne creato per il IV Marchese di Huntly, che, il 3 novembre 1684 diventò Duca di Gordon, Marchese di Huntly, Conte di Huntly ed Enzie, Visconte di Inverness, Lord Strathaven, Balmore, Auchindoun, Garthie e Kincardine. Il 2 luglio 1784, il IV Duca fu nominato Conte di Norwich, della Contea di Norfolk, e Barone Gordon, di Huntley nella Contea di Gloucester, fra i Paria di Gran Bretagna. La sede principale della famiglia si trovava a Gordon Castle. Il ducato si estinse nel 1836, insieme con tutti i titoli creati nel 1684 e nel 1784.
Gran parte delle proprietà dei Gordon passarono al figlio della sorella maggiore del V Duca di Richmond, la cui sede principale era a Goodwood House nel Sussex. Nel 1876, suo figlio, il VI Duca, venne nominato Duca di Gordon, di Gordon Castle in Scozia, Conte di Kinrara, della Contea di Inverness. In questo modo, il Duca detenne quattro ducati, più di ogni altra persona nel Regno. Aubigny si trova nel defunto Parìa di Francia. Lo stemma centrale del Duca si basa sull'originale giacobita per l'Unione delle Corone, con l'ereditata, ma inattiva rivendicazioni inglesi sul trono di Francia.

## Duchi di Gordon, prima creazione (1684)
Altri titoli: Marchese di Huntly (1599), Marchese di Huntly (1684), Conte di Huntly (1445), Conte di Enzie (1599), Conte di Huntly ed Enzie e Visconte di Inverness (1684), Lord Gordon di Badenoch (1599) e Lord Badenoch, Lochaber, Strathavon, Balmore, Auchidon, Garthie e Kincardine (1684)
- George Gordon, I duca di Gordon (1649–1716) fu fino al 1684 semplicemente Marchese di Huntly
- Alexander Gordon, II duca di Gordon (c. 1678–1728), unico figlio maschio del I Duca
- Cosmo Gordon, III duca di Gordon (c. 1720–1752), figlio maggiore del II Duca

Altri titoli (IV Duca): Conte di Norwich e Barone Gordon di Huntly, nella Contea di Gloucester (GB, 1784) e Barone Mordaunt (En, 1529)
- Alexander Gordon, IV duca di Gordon (1743–1827), figlio maggiore del III Duca
- George Gordon, V duca di Gordon (1770–1836), figlio maggiore del IV Duca

## Duchi di Gordon, seconda creazione (1876)
Altri titoli: Duca di Richmond (1675), Duca di Lennox (1675), Conte di March (1675), Conte di Darnley (1675), Conte di Kinrara, nella Contea di Inverness (1876), Barone di Settrington, nella Contea di York (1675) e Lord di Torboulton (1675)
- Charles Gordon-Lennox, VI duca di Richmond, VI duca di Lennox, I duca di Gordon (1818–1903), figlio maggiore del V duca di Richmond, nipote del summenzionato V duca di Gordon
- Charles Gordon-Lennox, VII duca di Richmond, VII duca di Lennox, II duca di Gordon (1845–1928), figlio maggiore del VI duca
- Charles Gordon-Lennox, VIII duca di Richmond, VIII duca di Lennox, III duca di Gordon (1870–1935), figlio maggiore del VII duca
  - Charles Gordon-Lennox, Lord Settrington (1899–1919), figlio maggiore dell'VIII duca (a quel punto Conte di March), morì senza figli
- Frederick Gordon-Lennox, IX duca di Richmond, IX duca di Lennox, IV duca di Gordon (1904–1989), second figlio maschio dell'VIII duca
- Charles Gordon-Lennox, X duca di Richmond, X duca di Lennox, V duca di Gordon (1929-2017), figlio maggiore del IX duca
- Charles Gordon-Lennox, XI duca di Richmond (n. 1955), unico figlio del X duca
  - Erede apparente: Charles Gordon-Lennox, conte di March e Kinrara (n. 1994), primo figlio maschio del XI duca